# Prenomes eslavos

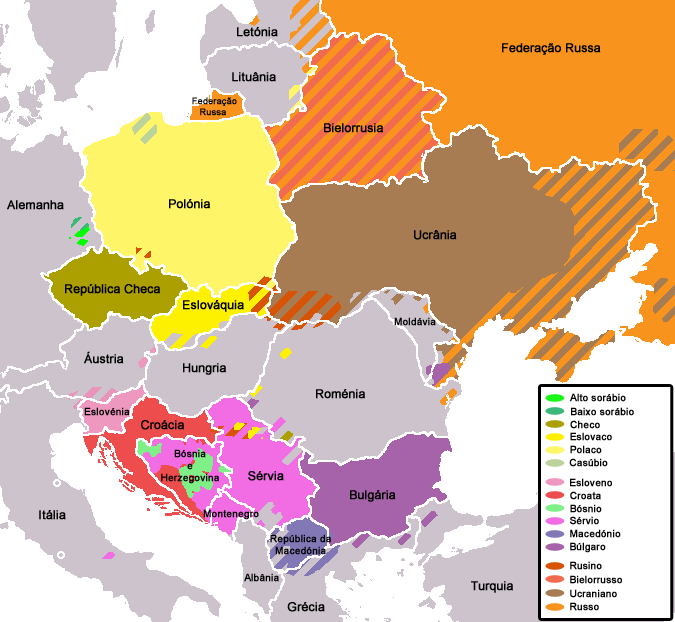
Línguas eslavas

Os nomes de origem eslava são derivados das línguas eslavas e sida muito popular nos países eslavos como a Bielorrússia, a Bulgária, a República Checa, a Polónia, a Rússia, a Sérvia, a Eslováquia, a Eslovénia, Ucrânia, etc. têm frequentemente um carácter pacífico ou guerreiro, a sua origem é frequentemente pré-cristã ou medieval, e independentemente de outras culturas não se referem diretamente a Deus ou às armas, provavelmente porque os nomes de Deus eram tabu, assim como armamentos. A única exceção é Mieczysław, é formada sobre " miecz" (espada), e a família dos nomes com o prefixo/sufixo " bog/boh" (por exemplo Bogdan) (influência do cristianismo). Os nomes eslavos são habitualmente abstratos e descrevem o caráter, exprimem o desejo de um futuro brilhante ou o respeito para com membros da família.

## Exemplos de significado dos nomes eslavos
Os nomes derivam de palavras da vida diária ou de adjetivos
| Os nomes femininos - Vera (fé), - Nadia (esperança), - Vesela (felizes), - Duša (alma), - Zlata (d' or), - Zora (aurora), - Sveta (luz, santo ou forte), - Mila (amor, gostado), - Dobra (bom), - Luba (amor, gostado), - Kveta, Cveta (flor), - Vesna (saltar), - Slava (fama, gloire), - Mira (paz), - Rada (felizes), - Brana (protegem), - Živa, Żywia (vivo), - Miluša (amável), - Snežana (mulher de neve), - Jagoda (baía), - Kalina (árvore)… | Os nomes masculinos - Vlad (regra, líder), - Ognjen (o fogo), - Dušan (alma), - Vuk (lobo), - Radost (felicidade), - Miłosz (amor), - Borya (combate), - Zdravko (saúde), - Dragan (muito, gostado), - Gniewko (cólera, fúria), - Darko (presente), - Nemanja (sem possessão), - Nebojša (corajosos), - Goran (homem de montanha), - Lasota (homem de floresta), - Nayden (encontrado), - Plamen (o fogo), - Yasen (árvore de cinza), - Mladen (jovem)… |

### Os nomes são construídos com dois lexemes.
Só na Polônia há 600 sobrenomes masculinos, 120 nomes femininos e 150 afixos diferentes (lexemes) conhecidos. Estes foram reconstruidos com da análise de fontes e de nomes de lugar históricos. Alguns dos nomes eram reservados somente para monarca (por exemplo em Polônia: Kazimierz, Władysław, Bolesław).
Os exemplos estão listados abaixo. A fim compreendê-los, você pode usar este teste padrão: Władysław contem o wład do prefixo (para governar, régua) e o sław do sufixo (fama, glória). Anote que os equivalentes femininos terminam geralmente na vogal - a (por exemplo Bogusław - Bogusława). Exemplos: 
| Prefixo ou sufixo        | Significado           | Exemplos                                                          |
| ------------------------ | --------------------- | ----------------------------------------------------------------- |
| bog, boh, boż            | Deus, rico, destino   | Bogna, Bogdan, Bogusław, Bożena, Bohumil, Bogomil                 |
| bor                      | combate, combatente   | Boris, Sambor, Borzysław, Velibor, Ratibor                        |
| bron, bran, barn         | protegem, defendem    | Bronisław, Branimir, Barnim                                       |
| ciech, tech, tješ        | alegre, alegria       | Wojciech, Sieciech, Božetech, Tješimir                            |
| dan, dar                 | donativo, captar      | Božidar, Damir, Slobodan                                          |
| dobro                    | bom, bondade          | Dobrogost, Dobroslav, Dobrawa                                     |
| dom                      | casa                  | Domasław, Domoľub, Domamir                                        |
| drag, droh, droh         | muito, gostado        | Predrag, Dragan, Miłodrag, Dragoslav, Dragomir, Drogomysł         |
| gnev, hněv, gniew        | cólera, furieux       | Zbigniew, Gniewomir, Spytihněv                                    |
| gost                     | convidado, hóspede    | Radogost, Dobrogost, Gostomysł                                    |
| jar                      | grave, forte          | Jaromir, Jarosław, Jaropełk, Jarmila.                             |
| lub,ljub, l'ub           | amor, favor           | Lubomir, Luboš, Lubovl, Slavoljub                                 |
| lud, ljud                | pessoas, gente        | Ludmila, Ludomir                                                  |
| mil, mił                 | amor, favor           | Milena Milan, Milena, Milovan, Vlastimil, Miloš, Ludmila, Jarmila |
| mir, měr, mierz          | paz, mundo, prestígio | Casimiro, Vladimir, Sławomir, Miroslav, Dragomir.                 |
| mysl, mysł               | pensar                | Premysl, Gostomysł, Przemysław                                    |
| polk, pluk, pełk         | regimento             | Svätopluk, Jaropolk, Jaropełk                                     |
| rad                      | alegría, ao cuidado   | Radosław, Radomir, Radovan, Radmila, Milorad                      |
| slav, sław               | fama, gloire          | Jaroslav, Stanisław, Ladislao, Boleslav, Bogusław, Zdzisław       |
| svjat, svet, svät        | luz, santo, forte     | Sviatoslav, Svätopluk, Svetlana                                   |
| vjače, wence, vac, więce | mais, grande          | Wenceslao, Václav, Wiesław                                        |
| vlad, volod, wład        | regra, líder          | Vladimiro, Ladislao, Vladan, Władysław, Wsewolod                  |
| voj, woj                 | guerra, guerrier      | Wojciech, Vojislav                                                |